# Kotar
Kotar (lat. processus) naziv je za teritorijalnu upravnu jedinicu manju od županije, a veću od općine. Kotarevi su kroz povijest bili oblik teritorijalnog ustroja na području Hrvatske.

## Prije 1848.
U 15. stoljeću postojali su „desetinski kotarevi“, nazvani tako jer se po njima obavljalo prikupljanje destine u feudalnom sustavu, o čemu postoje i registri.
Na području Vojne krajine krajem 18. stoljeća postojalo je pet kotareva: Banatski, Brodski, Gradiški, Ličko-otočački i Ogulinsko-slunjski. 

## 1848.
U banskoj Hrvatskoj kotarevi se stvaraju nakon ukinuća kmetstva 1848. U Kraljevini Hrvatskoj i Slavoniji, nakon povratka Vojne krajine (1881.), vladinom su uredbom od 30. lipnja 1886. sve županije podijeljene na kotareve (dotad su ponegdje postojale podžupanije). Hrvatsko-slavonsko kraljevstvo imalo je 1914. 70 kotareva. Ti su se kotarevi dijelili na okruge (lat. districtus), a okruzi na općine (lat. communitates ili iudicatus). Sličan je teritorijalni ustroj postojao i na područu Ugarskog kraljevstva koje je 1914. imalo 442 kotara (mađ. járás). I Dalmacija pod austrijskom vlašću bila je podijeljena na kotareve.

## 1918. – 1967.
Podjela na kotareve ostat će i unutar Kraljevine Jugoslavije (ovom hrvatskom nazivu odgovarao je srpski naziv „srez“), te kasnije u drugoj Jugoslaviji. Kotarevi su ukidani postupno, prvo ih je ukinula Narodna Republika Crna Gora, zatim Autonomna Kosovsko-metohijska oblast, zatim je smanjen njihov broj u  Autonomnoj Pokrajini Vojvodini, sve u svemu kotarevi su najvećim dijelom ukidani od 1963. do 1967. godine. Dogodilo se to iz razloga što je razvojem društva općina bila predviđena za glavni oblik političko-teritorijalne ustrojbe, no kotare su ubrzo zamijenile zajednice općina.

## U suvremenoj Hrvatskoj
U neovisnoj Republici Hrvatskoj prvi je Ustav odredio kako jedinice lokalne samouprave mogu, u skladu sa zakonom, biti općina i kotar ili grad.
Zakonom o područjima županija, gradova i općina u Republici Hrvatskoj utemeljena su samo dva kotara; Kotar Glina u sastavu Županije Sisačko-Moslavačke i Kotar Knin u sastavu tada postojeće Županije Zadarsko-Kninske. Ta dva kotara, zbog okupacije i neprihvaćanja dogovora o mirnom uklopljavanju područja općina koje su bile njihov sastavni dio, nikad nisu zaživjela. Ipak značajno je zapisati i objasniti kako je Ustavnim zakonom o ljudskim pravima i slobodama i o pravima etničkih i nacionalnih zajednica ili manjina u Republici Hrvatskoj, a Ustavni zakon ima snagu Ustava samoga, predviđeno postojanje pravnog instituta kotara (područja) s posebnim samoupravnim (autonomnim) položajem. Također je određan i naziv kotara koji je prema navedenom Ustavnom zakonu trebao biti autonomni kotar. Tako bi postojali Autonomni kotar Glina i Autonomni kotar Knin. Primjenjivanje odredbi zakona koje bi dovelo do oživotvorenja navedenih dvaju kotara privremeno je obustavljeno 20. rujna 1995.
Prestali su postojati 11. svibnja 2000. donošenjem Ustavnog zakona o izmjenama i dopunama Ustavnoga zakona o ljudskim pravima i slobodama i o pravima etničkih i nacionalnih zajednica ili manjina u Republici Hrvatskoj, a kao dio županija prestali su postojati 7. veljače 1997.
Sadašnji hrvatski Ustav ne poznaje kotar kao mogućnost upravno-prostornoga ustroja.

### Zakoni uporabljeni kao izvori
- Ustavni zakon o ljudskim pravima i slobodama i o pravima etničkih i nacionalnih zajednica ili manjina u Republici Hrvatskoj ("Narodne novine", br. 65/91., 70/91, 27/92, 34/92 - pročišćeni tekst, 68/95, 46/00, 51/00, 105/00 - pročišćeni tekst).
- Zakon o područjima županija, gradova i općina u Republici Hrvatskoj (»Narodne novine«, br. 90/92, 2/93, 58/93, 90/93, 10/94, 29/94)
- Zakon o područjima županija, gradova i općina u Republici Hrvatskoj (»Narodne novine«, br. 10/97, 124/97, 68/98, 22/99, 117/99, 128/99, 44/00, 129/00, 92/01, 79/02, 83/02, 25/03, 107/03, 175/03, 86/06)

### Ostali izvori
- Ivo Krbek: Pravo javne uprave FNRJ, Birozavod, Zagreb, 1960.
- Opća enciklopedija, Jugoslavenski leksikografski zavod, Zagreb, 1978.
- Zdravko Tomac: Općina u političkom sistemu, Zagreb, 1987.
- Zlatko Herkov: Općinski proračuni u teoriji i praksi, Zagreb, 1945.